# Нореньга (приток Вожбала)
Нореньга — река в России, протекает по Вологодской области, в Тотемском районе. Устье реки находится в 8 км по правому берегу реки Вожбал. Длина реки составляет 15 км.
Исток находится в 10 км к юго-западу от деревни Кудринская (центр муниципального образования «Вожбальское») и в 35 км к западу от Тотьмы. Исток Нореньги находится недалеко от истока Ваги, здесь проходит водораздел бассейнов Ваги и Сухоны. Нореньга течёт по лесному массиву на юго-восток, в среднем течении принимает слева единственный крупный приток — реку Мокрую. Впадает в Вожбал восемью километрами выше посёлка Красный Бор и устья Вожбала.

## Данные водного реестра
По данным государственного водного реестра России относится к Двинско-Печорскому бассейновому округу, водохозяйственный участок реки — Северная Двина от начала реки до впадения реки Вычегда, без рек Юг и Сухона (от истока до Кубенского гидроузла), речной подбассейн реки — Сухона. Речной бассейн реки — Северная Двина.
Код объекта в государственном водном реестре — 03020100312103000008077.